# Listă de seriale științifico-fantastice produse în Canada
Aceasta este o listă de seriale de televiziune științifico-fantastice care au fost produse (total sau parțial) în Canada în funcție de anul premierei:

### Anii 1950
- Space Command (1953)

### Anii 1970
- The Hilarious House of Frightenstein (1971)
- The Starlost (1973)
- Peep Show (1975)
- Read All About It! (1979)

### Anii 1980
- The Hitchhiker (1983)
- MacGyver (1985)
- The Ray Bradbury Theater (1985)
- The New Alfred Hitchcock Presents (1985)
- Friday the 13th: The Series (1985)
- Airwolf (1987)
- Captain Power (1987)
- War of the Worlds (1988)
- My Secret Identity (1988)
- Earth Star Voyager (1988)

### Anii 1990
- The Adventures of Sinbad (1996)
- Code Name: Eternity (1999)
- So Weird (1999)
- Harsh Realm (1999)
- BeastMaster (1999)
- Strange World (1999)
- Total Recall 2070 (1999)
- Big Wolf on Campus (1999)
- Relic Hunter (1999)
- Sir Arthur Conan Doyle's The Lost World (1999)
- Earth: Final Conflict (1997)
- First Wave (1998)
- Mercy Point (1998)
- Welcome to Paradox (1998)
- Eerie, Indiana: The Other Dimension (1998)
- Animorphs (1998)
- Seven Days (1998) primul sezon produs în California, ultimul în Vancouver
- The Net (1998)
- The Crow: Stairway to Heaven (1998)
- Dans une galaxie près de chez vous[1] (1998)
- Forever Knight (1992)
- The Odyssey (1992)
- Highlander: The Raven(1998)
- Highlander: The Series (1992)
- Nightmare Cafe (1992)
- Kung Fu: The Legend Continues (1993)
- Lexx (1997)
- Sleepwalkers (1997)
- Night Man (1997)
- Cloned (1997)
- Ninja Turtles: The Next Mutation  (1997)
- Doomsday Rock (1997)
- Honey, I Shrunk the Kids: The TV Show (1997)
- The Sentinel (1996)
- The Pretender (1996)
- Profit (1996)
- Space Cases (1996)
- Poltergeist: The Legacy (1996)
- Millennium (1996)
- The Outer Limits (1995)
- Mysterious Island (1995)
- Goosebumps (1995)
- Deepwater Black (1995)
- Strange Luck (1995)
- VR.5 (1995)
- Psi Factor: Chronicles of the Paranormal (1996)
- Robocop: The Series (1994)
- M.A.N.T.I.S. (1994)
- Viper (1994)
- Sliders (1995) primul două sezoane produse în Vancouver, ultimele în Los Angeles
- Stargate SG-1 (1997)
- The Hunger (1997)
- TekWar (1994)
- The X-Files (1993) primul cinci sezoane produse în Vancouver, ultimele în Los Angeles
- Matrix (1993)
- Maniac Mansion (1990)
- The Hidden Room (1991)
- Beyond Reality (1991)
- Are You Afraid of the Dark? (1991)
- Counterstrike    (1990)
- Dracula: The Series (1990)

### Anii  2000
- 2030 CE (2002)
- The 4400 (2004)
- Aaron Stone (2009)
- Alienated (2003)
- A.M.P.E.D (2007)
- Andromeda (2000)
- Battlestar Galactica (2004)
- Blade: The Series (2006)
- Blood Ties (2007)
- Bionic Woman (2007)
- Caprica (2008)
- Charlie Jade (2005)
- Danny Phantom (2004)
- Dark Angel (2000)
- Dead Like Me (2003)
- Defying Gravity (2009)
- Dinosapien (2007)
- EUReKA (2006)
- Fear Itself (2008)
- Flash Gordon (2007)
- Freedom (2000)
- Fringe (2008)
- Galidor: Defenders of the Outer Dimension (2002)
- Grand Star (2007)
- Harper's Island (2009)
- Haunted  (2002)
- Jake 2.0 (2003)
- Jeremiah (2002)
- John Doe (2002)
- Kingdom Hospital (2004)
- Kyle XY (2006)
- Level 9 (2000)
- Masters of Science Fiction (2006)
- Miracles (2003)
- Mutant X (2001)
- Mysterious Ways (2000)
- MythQuest (2001)
- Night Visions (2001)
- Odyssey 5 (2002)
- Painkiller Jane (2007)
- Reaper (2007)
- ReGenesis (2004)
- Secret Agent Man (2000)
- Smallville (2001)
- Sole Survivor (2000)
- Special Unit 2 (2001)
- Stargate Atlantis (2004)
- Stargate Universe (2009)
- Starhunter (2001)
- Storm World (2009)
- Strange Days at Blake Holsey High (2002)
- Supernatural (2005)
- Taken (2002)
- Tarzan (2003)
- The Andromeda Strain (2008)
- The Chronicle (2001)
- The Collector (2004)
- The Dead Zone (2002) Pentru al șaselea sezon, producția a fost mutată în Montreal.
- The Dresden Files (2007)
- The Immortal (2000)
- The Listener (2009)
- The Lone Gunmen (2001)
- The Others (2000) Episodul pilot filmat în Vancouver, restul sezoanelor în California.
- The Secret Adventures of Jules Verne (2000)
- The Troop (2009)
- The Twilight Zone (2003)
- The Vampire Diaries (2009)
- The Zack Files (2000)
- Three Moons Over Milford (2006)
- Tracker (2001)
- Tru Calling (2005)
- Unnatural History (2007)
- Vampire High (2001)
- Warehouse 13 (2009)
- Wolf Lake (2001)

### Anii 2010
- Alcatraz (2012)
- Arrow (2012)
- Continuum (2012)
- Covert Affairs (2010)
- Defiance (2013)
- Haven (2010)
- Human Target (2010)
- Les Rescapés (2010)
- Lost Girl (2010)
- Once Upon a Time (serial TV) (2011)
- Orphan Black (2013)
- R.L. Stine's The Haunting Hour (2010)
- Tower Prep (2010)
- Primeval New World (2012)
- Defiance (2013)
- Orphan Black (2013)
- The Tomorrow People (2013)
- The 100 (2014)
- Ascension (2014)
- The Flash (2014)
- Helix (2014)
- 12 Monkeys (2015)
- Between (2015)
- Dark Matter (2015)
- The Expanse (2015)
- Killjoys (2015)
- Minority Report (2015)
- Olympus (2015)
- Travelers (2016)
- Van Helsing  (2016)
- Wynonna Earp  (2016)

### Anii 2020
- Utopia Falls (2020)

## Animații
- ReBoot (1993)
- Tales From the Cryptkeeper
- Tripping the Rift
- Spider-Man: The New Animated Series (2003)
- Max Steel
- Xcalibur
- Delta State
- Action Man (2000)
- Robocop: Alpha Commando
- Beast Wars (1996)
- Beast Machines (1999)
- Shadow Raiders
- Inspector Gadget
- The Marvel Superheroes
- Spider Riders
- Omul păianjen (serial TV din 1967)
- Heavy Gear
- Zixx
- Dragon Booster (2004)
- Zeroman (2004)
- Atomic Betty (2004)
- Dark Oracle (2004)
- Di-Gata Defenders
- Station X (2005)
- Get Ed (2005)
- Monster Warriors (2006)
- Storm Hawks (2007)
- Escape from Planet Earth (2009)

## Filme de televiziune
- The Incredible Hulk Returns (1988)
- The Trial of the Incredible Hulk (1989)
- Bionic Showdown: The Six Million Dollar Man and the Bionic Woman (1989)
- The Death of the Incredible Hulk(1990)
- It (1990)
- Tekwar: The Movie (1994)
- TekWar: TekLords (1994)
- TekWar: TekLab
- TekWar: TekJustice
- Generation X (1996)
- Trilogy of Terror II (1996)
- Nick Fury: Agent of S.H.I.E.L.D. (1998)
- Atomic Train (1999)
- RoboCop: Prime Directives (2000)
- Ginger Snaps (2000)
- The Pretender 2001 (2001)
- The Pretender: Island of the Haunted (2001)
- Babylon 5: The Legend of the Rangers (2002)
- Carrie (2002)
- Saint Sinner (2002)
- Kaput and Zösky: The Ultimate Obliterators (2002)
- A Wrinkle in Time (2003)
- Hot Wheels Highway 35 World Race (2003)
- Decoys (2004)
- Snakehead Terror (2004)
- Meltdown (2004) (2004)
- Earthsea (2004)
- Ginger Snaps Back: The Beginning (2004)
- Ginger Snaps: Unleashed (2004)
- 5ive Days to Midnight (2004)
- Painkiller Jane (2005)
- Acceleracers: Speed of Silence (2005)
- Rapid Fire (2005)
- Deadly Skies (2005)
- The Last Templar (2005)
- Earthstorm (2006)
- AcceleRacers: Breaking Point (2006)
- AcceleRacers: The Ultimate Race (2006)
- Savage Planet (2006)
- Fire Serpent (2007)
- KAW (2007)
- Tin Man (2007)
- Swamp Devil (2008)
- Virtuality (serial TV) (2009)
- The Phantom  (2009)
- Paradox (film) (2010)